# Luso Sporting Club
O Luso Sporting Club CvB, ou simplesmente Luso, é um clube social brasileiro fundado pela colônia portuguesa da cidade de Manaus, capital do estado do Amazonas.

## História
O clube foi idealizado por um grupo de comerciantes portugueses para a prática do futebol, liderados por Francisco Gomes Rodrigues. Esses se reuniram na residência do último, situada à Rua Monsenhor Coutinho, e em 1º de Maio de 1912 fundaram a agremiação com nome de Luso Foot-Ball Club, nomenclatura que utilizou em seus primeiros anos. A casa de Gomes Rodrigues foi a primeira sede do clube.
O Luso dedicou-se apenas ao futebol até o início de 1917, quando criou escolas de música, dança e teatro. Em 1918 criou a Escola Primária João de Deus, a Escola de Ginástica, e uma banda musical, tudo isso ainda sediado na primeira sede na Monsenhor Coutinho. Dali rodou por diversas residências até se instalar no prédio próprio, também situado à Monsenhor Coutinho, ocupado em 12 de Fevereiro de 1938.

### Reconhecimento
Por suas atividades sociais e esportivas, o clube foi considerado "de utilidade pública" pelo governo do estado do Amazonas, em 1926. Depois, foi reconhecido pelo governo de Portugal, recebendo a comenda de Gran Cavaleiro de Alta Benemerência (Cavaleiro da Ordem do Mérito), por decreto de 5 de Outubro de 1933 (um historiador do clube menciona 20 de Janeiro de 1934).

### O Futebol
O clube fez parte da fundação da Liga Amazonense de Foot-Ball (LAFB), e ingressou na 2ª divisão do estadual, em 1914. Em 1915 passou a fazer parte da Primeira Divisão, estreando em 17 de Janeiro daquele ano com derrota de 5x0 para o Sporting. Neste campeonato, apenas 6 jogos do clube foram válidos, uma vez que Nacional e Vasco da Gama abandonaram. Nos 6 jogos válidos, o clube perdeu 5 e empatou 1, este último em 13 de Junho, um 0x0 contra o Rio Negro.
Ao todo fez 15 participações na Primeira Divisão, até 1935, ano do seu afastamento definitivo. Na maior parte de suas participações as campanhas não foram boas, mas o melhor posto que obteve foi o vice-campeonato, em duas oportunidades. Até 1935 era o 4º clube com mais participações na Primeira Divisão, estando atrás de Nacional, Rio Negro e União Esportiva Portuguesa. O clube possuía um campo chamado "Coronel José Ramalho", que era comumente chamado de "Campo do Luso", onde mandava algumas de suas partidas e até recebia partidas neutras. 
Após o abandono do futebol oficial, não fez parte de nenhuma outra entidade de futebol, abandonando a modalidade por completo. 

### O Social
Em âmbito social, o clube sempre se dedicou em ser um mantenedor da cultura portuguesa em terras manauaras, sempre comemorando datas oficiais daquele país. O clube realizava muitos bailes, como o baile "Viva o Zé Pereira" um dos mais conhecidos bailes de carnaval da capital amazonense.
Em 2022, contava com cerca de 400 associados, dos quais 300 eram portugueses. A suntuosa sede, com estilo da "belle époque" situa-se à Rua Monsenhor Coutinho, Nº745, no Centro Histórico de Manaus. A sede foi alugada ao grupo de ensino superior UNINORTE. Além da sede, o clube conta ainda com um balneário no quilometro 2 da BR-174.
Na sede do clube havia o museu Ivan Ferreira Valente, inaugurado em 22 de Dezembro de 2001. Este museu foi realocado para o Centro Cultural Luso-Brasileiro, número 37 da rua Ferreira Pena, também no Centro histórico.

## Símbolos

### Hino
O hino oficial do clube foi concebido em 30 de Setembro de 2018, composto por Vicente José Malheiros da Fonseca, a pedido do presidente Dr. Flávio Vilhena Gonçalo da Silva. Vicente, o compositor do hino, é paraense de Belém e desembargador aposentado.
O hino foi gravado no Teatro Amazonas, já na gestão do Coronel Flávio do Nascimento Grillo Filho. O hino foi executado pelo Coral do Amazonas em conjunto com a Orquestra Amazonas Filarmônica. Atualmente é o único clube social ou esportivo com hino gravado no Teatro Amazonas e executado pelas renomadas entidades musicais.